# (35083) 1990 SP6
(35083) 1990 SP6 es un asteroide perteneciente al cinturón de asteroides descubierto el 22 de septiembre de 1990 por Eric Walter Elst desde el Observatorio de La Silla, Chile.

## Designación y nombre
Designado provisionalmente como 1990 SP6.

## Características orbitales
1990 SP6 está situado a una distancia media del Sol de 2,265 ua, pudiendo alejarse hasta 2,706 ua y acercarse hasta 1,824 ua. Su excentricidad es 0,194 y la inclinación orbital 6,095 grados. Emplea 1245,62 días en completar una órbita alrededor del Sol.

## Características físicas
La magnitud absoluta de 1990 SP6 es 15,3. 